# Scission du système Bell
La scission du système Bell a été ordonnée le 8 janvier 1982 par un consentement convenu prévoyant qu'American Telephone & Telegraph (AT&T), alors plus grande entreprise privée de l'histoire car détenant un quasi-monopole du téléphone aux États-Unis, renoncerait au contrôle de ses filiales fournissant le service téléphonique local aux États-Unis et au Canada, via une scission d'entreprise en des sociétés distinctes: AT&T reste un fournisseur de service interurbain et les filiales régionales, désormais indépendantes, de service local.
Cette scission est le résultat du dépôt en 1974 par le ministère de la Justice des États-Unis d'un procès antitrust contre AT&T, à l'époque, le seul fournisseur de services téléphoniques.
La plupart des équipements téléphoniques aux États-Unis émanant de Western Electric, une seconde affaire antitrust était en cours, États-Unis versus AT&T afin d'obliger le géant à se dessaisir aussi de sa filiale Western Electric, en vertu du décret antitrust de 1956, pris par le juge Vincent Pasquale Biunno devant le United States District Court for the District of New Jersey|tribunal du district du New Jersey interdisait la vente d'ordinateurs. Sentant qu'il perdrait les deux procès, AT&T a proposé d'accepter la scission et donc la perte des compagnies locales, à condition de conserver le contrôle de Western Electric, de l'annuaire, des laboratoires Bell et de sa filiale longue distance.
Le règlement amiable, finalisé le 8 janvier 1982 sous l'autorité du tribunal, créée à compter du 1er janvier 1984, sept sociétés régionales, appelées Baby Bells, se répartissant les diverses sociétés régionales existant jusque là et représentant environ 70 % de la valeur comptable d'AT&T. Elles obtiennent trois entités qu'AT&T proposait de conserver: l'annuaire, les marques déposées Bell et environ la moitié des laboratoires Bell.
Une scission d'IBM a aussi été étudiée à la même époque suite au au procès antitrust ouvert en 1969, mais qui est abandonné la même année, en 1982 par le ministère de la Justice, pour "manque de mérite" et "sans qu'aucune sanction n'ait été prononcée" contre le géant de l'informatique, mais le géant informatique américain "a perdu de sa superbe", ce qui est "en grande partie lié aux déboires juridiques".

## Histoire

### Poursuites de 1949
Dès 1949, sous la présidence du démocrate Harry Truman, le ministère de la Justice a déposé une plainte antitrust contre AT&T, l'accusant de "comportements anticoncurrentiels pour assurer un monopole à sa division du matériel, Western Electric", mais peu après, les États-Unis mènent la guerre de Corée au cours de laquelle AT&T fait valoir "sa centralité à l’armée américaine", ce dont tient compte le Pentagone sous la présidence du républicain Dwight Einsenhower.

### Jugement de 1956
En 1956 les USA ont abandonné leur procès en échange d’un "décret de consentement," par laquelle AT&T a promis de se retirer de l’électronique générale et de partager ses brevets et sa documentation technique avec des concurrents existants et nouveaux. Ainsi, ce décret antitrust pris par le juge Vincent Pasquale Biunno devant le tribunal du district du New Jersey, qui interdit à AT&T la vente d'ordinateurs, en raison de sa mission de service public l'obligeant à assurer en plus des services de téléphone, une égalité d'accès au marché pour les différents constructeurs.
Dans les années 1960, c'est le trust International Telephone and Telegraph (ITT), qui est obligé par la justice américaine de se séparer de plusieurs sociétés acquises les années précédentes. Malgré le décret de 1956, AT&T a continué, lui, à financer un "énorme département de recherche et développement" dans le New Jersey, avec ses pionniers les plus célèbres de l’histoire informatique, parmi lesquels figureront les premiers concepteurs du système d'exploitation Unix en 1969, animés par la curiosité intellectuelle, Ken Thompson et Dennis Ritchie, qui triomphera au siècle suivant, Android, iOS, MacOS, et Chrome OS étant ses dérivés.

### Poursuites de 1974
Le 20 novembre 1974, la cotation des actions AT&T à Wall Street a été suspendue, le département américain de la justice accuse AT&T, alors "première entreprise privée du monde", qui contrôle 90 % du réseau américain de télécoms, de violer la loi antitrust en monopolisant le secteur des télécoms aux États-Unis. Il propose une action judiciaire qui vise à la séparer de sa principale filiale, Western Electric, et, si besoin est, de faire éclater cette dernière en plusieurs sociétés concurrentes. AT&T réagit aux accusations du département de la justice en soulignant que, pour fonctionner efficacement, le réseau téléphonique américain doit "être conçu et exploité avec une structure unique", appelé "Bell System". John D. deButts, président du conseil d'administration depuis 1972, estiment que "si les tribunaux donnent raison au département de la justice et décident un éclatement" d'AT&T, ce sera une "modification de ce qui a été la politique nationale depuis six décennies".
C'est la raison pour laquelle la décision fut prise en 1975 par AT&T de distribuer le système Unix complet avec son code source dans les universités à des fins éducatives, moyennant l'acquisition d'une licence au prix très faible. Saisis, les avocats d’AT&T ont alors jugé que le décret de 1956 ne les autorisait pas à démarrer une nouvelle entreprise sur ce créneau. Le texte autorisait par contre la cession pour une somme modeste, modulable selon un usage commercial ou non commercial, ce qui a généré "une communauté florissante de pirates informatiques d’Unix", partageant par la poste des correctifs et améliorations, le décret encourageant aussi AT&T à partager sa documentation technique tout en le privant des "armes légales" susceptibles "d'empêcher ses concurrents de fabriquer des produits qui interopéraient avec les siens".

### Années 1980
Le procès a été finalement éteint par un règlement amiable entre les parties, finalisé le 8 janvier 1982 sous l'autorité du tribunal. Ce règlement négocié sous la menace d'un procès, crée à un horizon de deux ans, à compter du 1er janvier 1984, sept sociétés régionales, appelées Baby Bells, se répartissant les diverses sociétés régionales existant jusque là et représentant environ 70 % de la valeur comptable d'AT&T. Elles obtiennent trois entités qu'AT&T proposait de conserver : l'annuaire, les marques déposées Bell et environ la moitié des laboratoires Bell.
Par ailleurs, le système d'exploitation qu'avait développé AT&T, Unix, a par la suite, acquis une grande notoriété au début des années 1980 aux États-Unis, grâce aux partages d'avis et d'informations découlant de ce décret anti-trust de 1956. S'il n'intéresse alors que "quelques  grandes entreprises publiques comme les PTT et EDF", les discussions sont animées par "des utilisateurs souhaitant sortir du carcan des systèmes propriétaires des grands constructeurs informatiques" et utiliser les Systèmes de gestion de bases de données (SGBD) relationnels (Ingres, Informix et Oracle), alors disponibles sur Unix seulement.

## Structure post-rupture
La dissolution du système de Bell a entraîné la création de sept sociétés indépendantes constituées à partir des vingt-deux membres du système contrôlés par AT&T.
Au moment de la dissolution, ces entreprises étaient :
- NYNEX, acquise par Bell Atlantic en 1996, qui fait maintenant partie de Verizon Communications
- Pacific Telesis, acquise par SBC en 1997, qui fait maintenant partie d'AT&T Inc.
- Ameritech, acquise par SBC en 1999, qui fait maintenant partie d'AT&T Inc.
- Bell Atlantic, fusionnée avec GTE (en) en 2000 pour former Verizon Communications
- Southwestern Bell Corporation, rebaptisée SBC Communications en 1995, acquisition de AT&T Corporation en 2005
- BellSouth, acquise par AT&T Inc. en 2006
- US West, acquise par Qwest en 2000, qui à son tour a été acquise par CenturyLink en 2011

De plus, deux membres du réseau de Bell n'étaient que partiellement détenus par AT&T. Ces deux compagnies étaient des monopoles dans leurs zones de couverture, recevaient de l'équipement Western Electric et avaient des ententes avec AT & T selon lesquelles elles recevaient un service interurbain. Ils ont continué à exister dans leur forme de pré-rupture après l'affaire antitrust, mais ne recevaient plus directement l'équipement de Western Electric et n'étaient plus obligés d'utiliser AT & T comme leur fournisseur de services interurbains. Ces entreprises étaient:
- Cincinnati Bell, maintenant le seul membre de Bell System jamais possédé par une Baby Bell, couvrant la région métropolitaine de Cincinnati
- Southern New England Telephone (SNET), acquis par SBC en 1998, faisant maintenant partie de Frontier Communications, couvrant le Connecticut.

## Effets
La scission a entraîné une augmentation de la concurrence sur le marché des télécommunications interurbaines par des sociétés telles que Sprint et MCI[réf. nécessaire].
La nouvelle division d'AT&T : AT&T Computer Systems, obtenue en contrepartie de la cession, a échoué et après avoir abandonné ses activités de fabrication (notamment Western Electric, devenue Lucent, puis Alcatel-Lucent, maintenant Nokia) et d'autres acquisitions malavisées telles que NCR et AT&T Broadband, il ne lui restait plus que son cœur de métier avec ses racines telles que AT&T Long Lines et son successeur AT&T Communications[réf. nécessaire].
C'est à ce moment qu'AT&T a été achetée par l'une des entreprises issue de sa scission, SBC Communications, la société qui avait également acheté deux autres RBOC et une ancienne société d'exploitation associée à AT&T (Ameritech, Pacific Telesis et SNET) qui a plus tard acheté une autre RBOC (BellSouth)[réf. nécessaire].
L'une des conséquences de la rupture a été que les tarifs du service local de résidence, autrefois subventionnés par les revenus de l'interurbain, ont commencé à augmenter plus rapidement que le taux d'inflation[réf. nécessaire]. Dans le même temps, les tarifs interurbains ont baissé en raison de la fin de cette subvention et de l'intensification de la concurrence. La FCC a établi un système de redevances d'accès dans le cadre duquel les réseaux interurbains payaient les réseaux locaux les plus chers à la fois pour établir et terminer un appel. De cette façon, les subventions implicites du système Bell sont devenues explicites après la cession. Ces redevances d'accès sont devenues une source de forte controverse car une entreprise après l'autre a cherché à arbitrer le réseau et à éviter ces frais. En 2002, la FCC a déclaré que les fournisseurs de services Internet seraient traités comme s'ils étaient locaux et n'auraient pas à payer ces frais d'accès. Cela a conduit les fournisseurs de services VoIP à faire valoir qu'ils n'avaient pas à payer de frais d'accès, ce qui se traduisait par des économies importantes pour les appels VoIP. La FCC a été divisée sur cette question pendant un certain temps. Les services VoIP qui utilisaient la propriété intellectuelle mais ressemblaient à un appel téléphonique normal devaient généralement payer des frais d'accès, alors que les services VoIP qui ressemblaient plus à des applications sur Internet et ne s'interconnectaient pas avec le réseau téléphonique public n'avaient pas à payer de frais d'accès. Cependant, une ordonnance de la FCC émise en décembre 2011 a déclaré que tous les services VoIP devraient payer les frais pendant neuf ans, après quoi tous les frais d'accès seraient éliminés.
Une autre conséquence de la cession était la façon dont les chaînes de télévision nationales (ABC, NBC, CBS, PBS) et les réseaux de radio (NPR, Mutual, ABC Radio) distribuaient leurs programmes à leurs stations locales affiliées. Avant la dissolution, les réseaux de radiodiffusion utilisaient l'infrastructure de relais hertzien terrestre, de câble coaxial et, pour les réseaux de lignes louées de qualité radiodiffusion, d'AT&T Long Lines pour livrer leur programmation aux stations locales. Cependant, au milieu des années 1970, la nouvelle technologie de distribution par satellite offerte par d'autres sociétés comme RCA Astro Electronics et Western Union avec leurs satellites respectifs Satcom 1 et Westar 1 a commencé à concurrencer Bell System dans le domaine de la distribution de radiodiffusion. les satellites offrant une qualité vidéo et audio supérieure, ainsi que des coûts de transmission beaucoup plus faibles.
Cependant, les réseaux sont restés avec AT&T (avec la diffusion simultanée de leurs signaux par satellite à la fin des années 1970 jusqu'au début des années 1980) parce que certaines stations n'étaient pas encore équipées d'équipements de réception pour recevoir les signaux par satellite et en raison des obligations contractuelles des réseaux de diffusion avec AT&T jusqu'à la dissolution en 1984, lorsque les réseaux ont immédiatement basculé exclusivement vers le satellite. Cela était dû à plusieurs raisons - les tarifs de transmission beaucoup moins élevés offerts par les opérateurs de satellite qui n'étaient pas influencés par les tarifs élevés fixés par AT&T pour les clients de radiodiffusion, la division du système de Bell en RBOC distinctes et la fin des contrats que les compagnies de radiodiffusion avaient avec AT&T.
La stratégie d'après-rupture d'AT & T n'a pas fonctionné comme prévu. Sa tentative d'entrer dans le secteur de l'informatique a échoué, et il s'est vite rendu compte que Western Electric n'était pas rentable sans les clients garantis que le système Bell avait fournis. En 1995, AT&T a créé sa division informatique et Western Electric, exactement comme le gouvernement l'avait initialement demandé. Il a ensuite réintégré l'activité téléphonique locale qu'il avait arrêtée après la dissolution, devenue beaucoup plus lucrative avec la montée en puissance de l'accès commuté au début des années 1990. Même cela, cependant, ne permettait pas à AT&T Corporation d’être rentable économiquement. Elle sera bientôt absorbée par l'une des Baby Bells : SBC Communications (anciennement Southwestern Bell), qui a ensuite coopté le nom d'AT&T pour former l'actuelle AT&T Inc.

## Évolution des Baby Bells

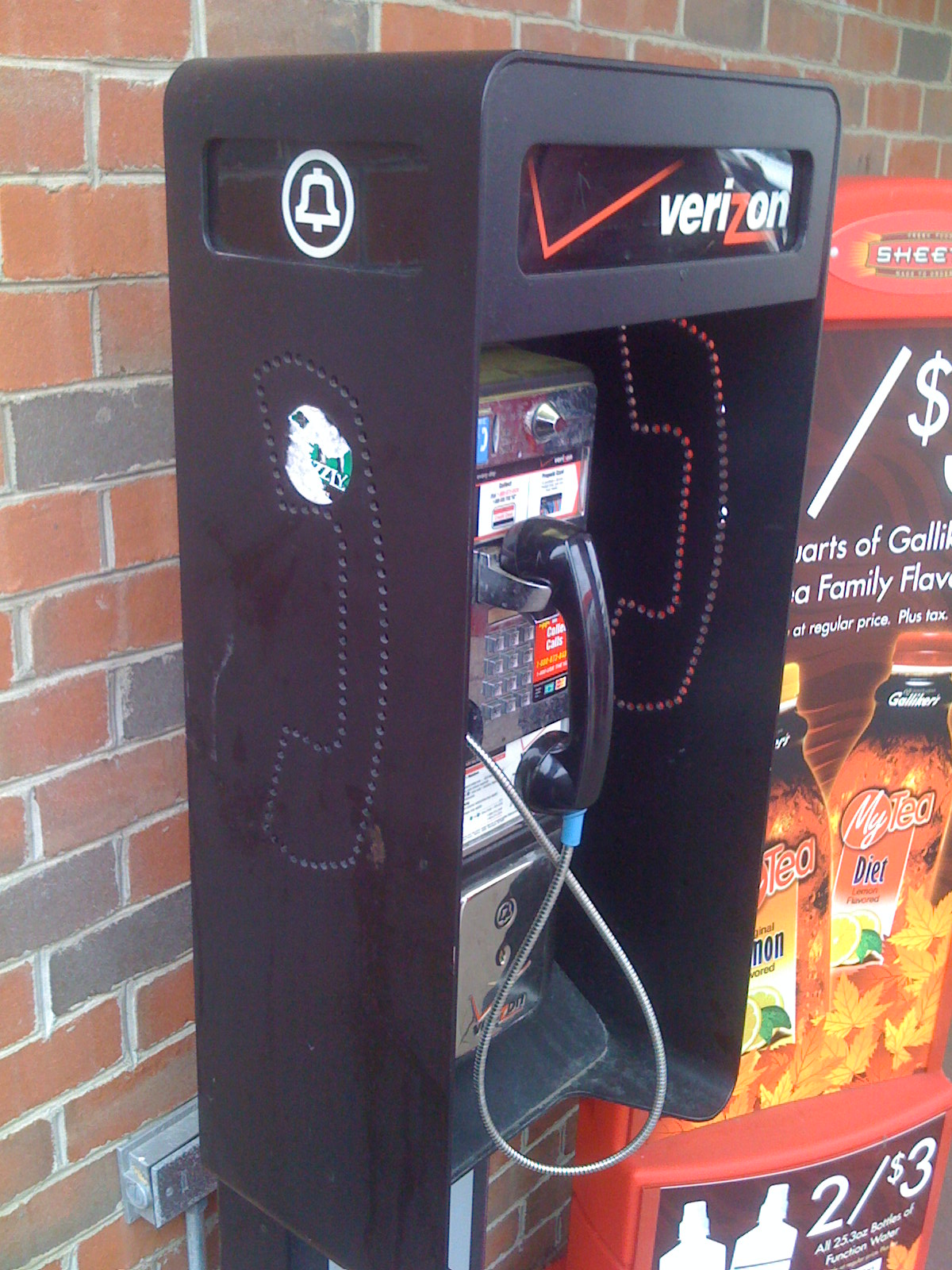
Téléphone public Verizon orné du logo Bell

Après la cession en 1984 et la création des sept Baby Bells, le service au sein des LATAs est resté réglementé jusqu’à l’adoption de la loi sur les télécommunications de 1996. À la suite de cela, les Baby Bells ont commencé à se consolider entre eux. L'article 271 de la Loi de 1996 sur les télécommunications a également établi un moyen pour les autorités de réglementation d'autoriser les BOCs à pénétrer le marché interLATA dans les régions où ils fournissent des services locaux. En 1998, Ameritech a vendu une partie de ses lignes Wisconsin Bell (couvrant 19 circonscriptions) à CenturyTel, qui les a fusionnées avec sa société CenturyTel du Midwest-Kendall,.
SBC Communications (appelée Southwestern Bell Corporation jusqu'en 1995) a acheté Pacific Telesis en 1997 pour 16,5 milliards de dollars, créant une organisation d'environ 100 000 employés, un revenu annuel net de 3 milliards de dollars et des revenus d'environ 23,5 milliards de dollars[pas clair]. SBC a acheté Southern New England Telecommunications en 1998 pour 5,01 millions de dollars, et Ameritech en 1999 pour 61 milliards de dollars, créant ainsi la plus grande compagnie de téléphone locale des États-Unis à l'époque. AT&T Corporation, la société mère originale, a été acquise le 18 novembre 2005 par SBC, qui s'est renommée AT&T Inc. et a commencé à utiliser le symbole « T » et un nouveau logo d'entreprise AT&T. La nouvelle société a ensuite acquis BellSouth pour 85,8 milliards de dollars le 3 janvier 2007, avec l'approbation de la FCC.
Bell Atlantic a fusionné avec NYNEX le 18 août 1997 dans le cadre d'une transaction de 25,6 milliards de dollars, conservant le nom Bell Atlantic, puis avec le non Bell GTE (en) le 30 juin 2000 pour créer Verizon Communications dans le cadre d'une transaction de 70 milliards de dollars. Verizon a vendu toutes ses activités filaires dans le nord de la Nouvelle-Angleterre (Maine, New Hampshire et Vermont) en 2008 à FairPoint Communications pour 2,7 milliards de dollars ; une nouvelle société d'exploitation, Northern New England Telephone Operations, a été créée. Les opérations dans le Vermont ont été plus tard divisées en la Telephone Operating Company of Vermont, mais ont continué avec FairPoint[réf. nécessaire]. En 2010, Verizon a vendu 4,8 millions de lignes d'accès dans 14 états, dont Verizon West Virginia (à l'origine The Chesapeake et Potomac Telephone Company de West Virginia), à Frontier Communications.
US West a été acquise par Qwest en juin 2000 pour 43,5 milliards de dollars. Le 6 avril 2011, Qwest a été acquise par CenturyLink, un fournisseur de services téléphoniques indépendant, apportant Qwest Corporation, à l'origine Mountain Bell, sous son contrôle.
AT & T Inc. a son siège social à Dallas. Brookhaven, en banlieue d'Atlanta, est le siège d'AT&T Mobility, anciennement Cingular Wireless. Le changement de nom est intervenu après la fusion d'AT & T avec BellSouth, ainsi qu'avec les opérations téléphoniques de la région sud-est. Bedminster (New Jersey), est le siège d'AT&T Global Network Operations Center et siège d'AT&T Corp., la filiale longue distance d'AT&T Inc. La nouvelle AT&T Inc. n'a pas l'intégration verticale qui caractérisait la société historique AT&T qui a conduit à la poursuite antitrust du ministère de la Justice. AT & T Inc. a annoncé qu'il ne retournerait pas au logo de Bell, ce qui met fin à l'utilisation du logo Bell pour l'utilisation en entreprise par l'un des Baby Bells, à l'exception de Verizon.

## Arbitrage financier
En raison des divergences entre le prix des «vieilles» actions AT&T et les nouvelles actions «émises», les investisseurs ont pu réaliser des profits sans risque, le plus spectaculaire étant celui d'Edward O. Thorp, qui a engrangé 2,5 millions de dollars, à l'époque le plus important échange de blocs (nominal) de la Bourse de New York